# Le Trésor de Crésus
Le Trésor de Crésus est une histoire en bande dessinée de Keno Don Rosa. Elle met en scène Balthazar Picsou avec ses neveux Donald Duck, Riri, Fifi et Loulou. 

## Synopsis

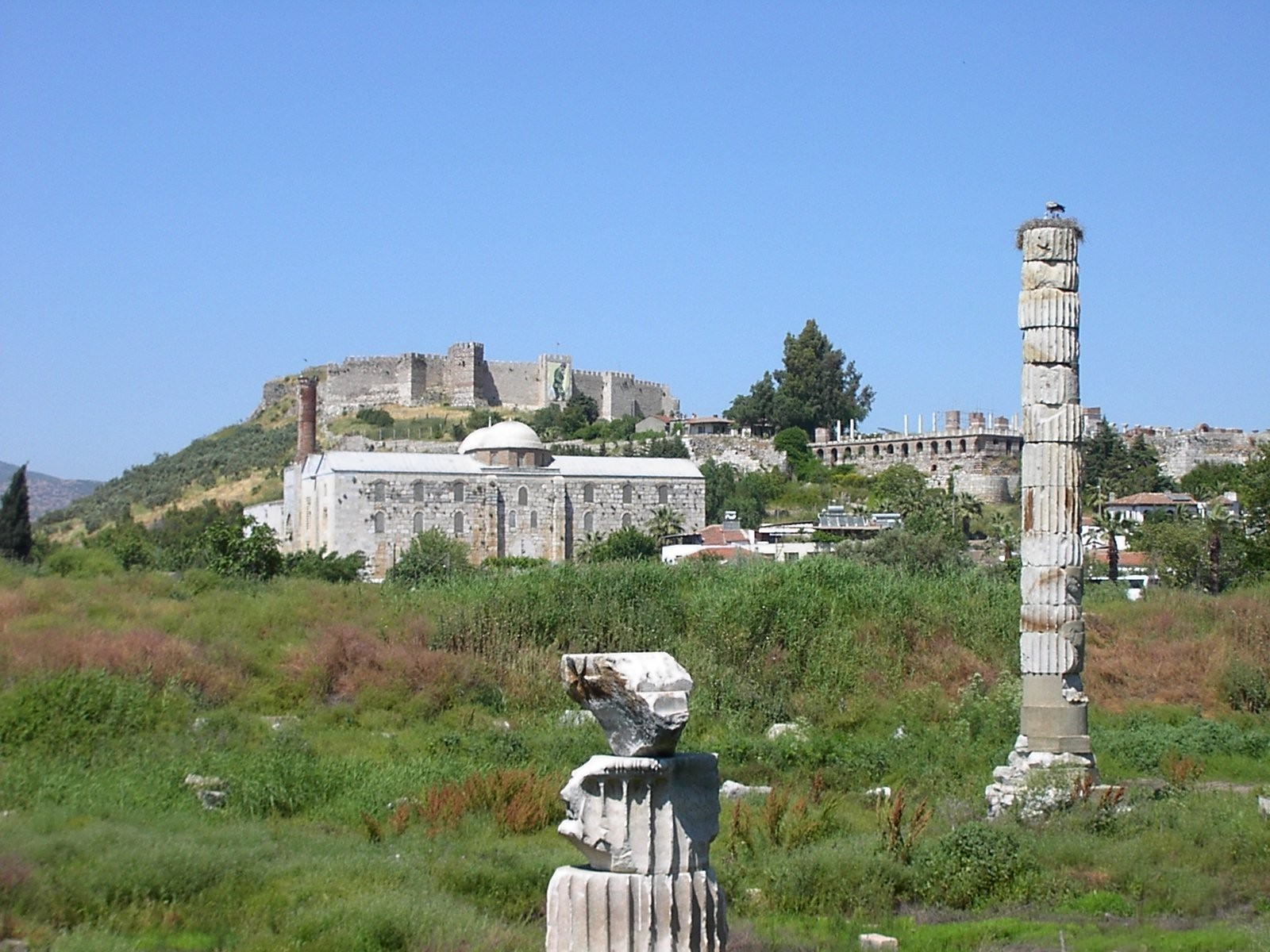
Les ruines du temple d'Artémis.

Alors que le coffre de Picsou est une nouvelle fois attaqué par Miss Tick, Donald accuse son oncle de n'avoir qu'un seul but : être plus riche que Crésus. Picsou, qui est à peu près sûr d'être plus riche que lui, décide d'emmener ses neveux à une exposition sur cet homme. Ils apprennent notamment qu'il a fait construire le temple d'Artémis en Lydie, qui a été détruit depuis plusieurs siècles. Le conservateur du musée, le professeur Zamfri Zéolardon, leur montre fièrement un morceau du pilier du temple avec une mystérieuse inscription gravée dessus en lydien, avec l'alphabet grec. Selon lui, personne n'a réussi à déchiffrer ce code. Riri, Fifi et Loulou parviennent à le lire grâce au manuel des Castors Juniors. Cette inscription désigne l'emplacement du trésor de Crésus. Hélas, la localisation exacte n'est pas spécifiée, elle est en effet marquée sur un autre pilier. Picsou n'a alors plus qu'une solution pour connaître l'emplacement du trésor : rassembler les piliers disséminés partout en Europe et reconstruire le temple d'Artémis détruit depuis des siècles.
Cependant, le gouvernement turc n’a pas l’intention de laisser Picsou s’emparer de l’un des plus grands trésors cachés sur son territoire. Au moment où il trouve le coffre de Crésus, quelque part en Lydie, il passe un contrat avec Zéolardon, chargé de l’empêcher de s’emparer du trésor. Il accepte de laisser à la Turquie le coffre rempli de pièces d’électrum en échange des droits sur ce que Crésus désigne comme « son plus grand trésor ». Mais celui-ci se révèle n’être que son sou fétiche, la première pièce fabriquée par l’inventeur de la monnaie. Finalement, Picsou tente de transformer cet échec en succès et offre le sou à Miss Tick, en espérant qu’elle parviendra à fabriquer l’amulette de Circé et cessera ainsi de convoiter le sou no 1 de Picsou. Mais le sortilège ne fonctionne pas, et l’histoire s’achève sur les enfants, dressant un parallèle entre les protagonistes de cette histoire et les héros lydiens.

## Fiche technique
- Code de l'histoire : D 94012
- Titre de la première publication : The Treasury of Croesus
- Titre en français : Le trésor de Crésus
- 24 planches
- Auteur et dessinateur : Keno Don Rosa
- Première publication en France : Picsou Magazine no 294, 1995